# Bíblia de Gutenberg

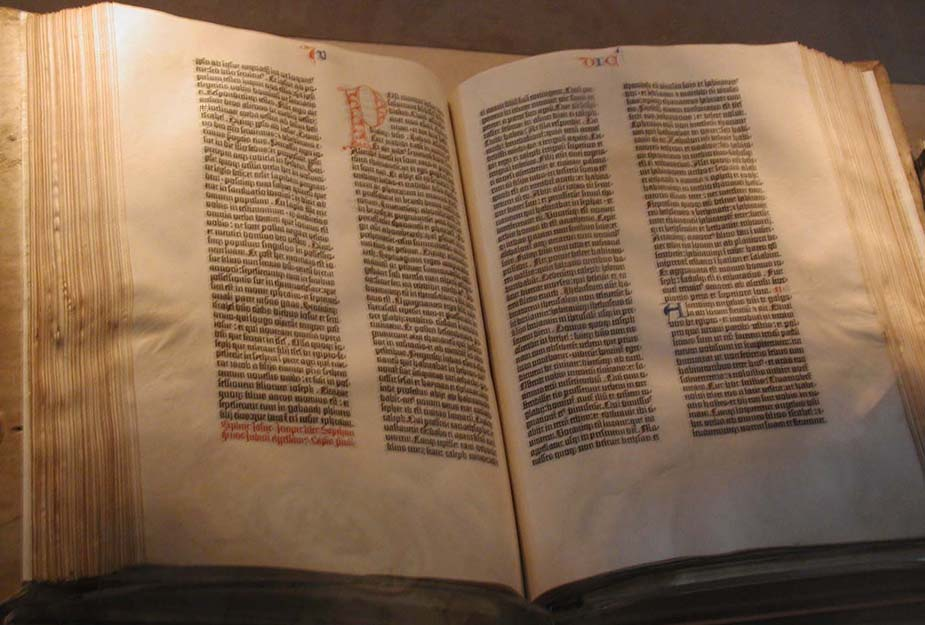
Bíblia de Gutenberg a la Biblioteca del Congrés dels Estats Units.

La Bíblia de Gutenberg, també coneguda com la Bíblia de 42 línies o Bíblia de Mazarino, és una versió impresa de la Vulgata, que va ser impresa per Johannes Gutenberg a Magúncia, Sacre Imperi, al segle xv. No és el primer llibre imprès, però va ser el seu treball més important i simbolitza el començament de l'«Edat de la Impremta».

## Descripció[1]
El format de la Bíblia de Gutenberg és possiblement una imitació del manuscrit de Magúncia, també anomenat Bíblia gegant de Magúncia, les 1.300 pàgines de la qual van ser escrites a mà.

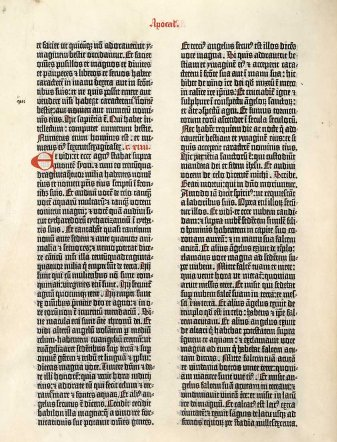
Pàgina de la Bíblia de Gutenberg, 2 columnes amb 42 línies cada una.

Aquesta Bíblia consta de dos volums de 324 i 319 fulls. Està escrita en dues columnes sobre paper (tot i que n'hi ha exemplars impresos sobre pergamí), comença amb 40 línies fins a la pàgina 9, a la 10 augmenta una línia, i a partir de la 11 adopta ja fins al final les 42 línies, que li donen el nom de «Bíblia de 42 línies», també li posen aquest nom per diferenciar-la de l'edició posterior, la qual constava de 36 línies. Tal com s'escrivia en els manuscrits de l'època, la lletra és gòtica i presenta abundants annexos i abreviatures.
La preparació per a aquesta edició va començar el 1450, i els primers exemplars estaven disponibles cap a l'any 1454 o 1455. Va ser realitzada usant una premsa d'impressió i tipus mòbils. Un exemplar complet té 1282 pàgines, i la majoria van ser enquadernats en dos volums com a mínim.
Aquesta Bíblia és l'incunable més famós, i la seva producció va encetar la impressió massiva de textos a Occident. Es creu que se'n van produir al voltant de 180 exemplars, 45 en pergamí i 135 en paper. Després d'impresos, van ser il·lustrats a mà, treball realitzat per especialistes, cosa que fa que cada exemplar sigui únic.

## Altres dades d'interès[3]
Gutenberg va produir tipus mòbils que es podien combinar. El 1450, havia perfeccionat el seu invent per poder-lo explotar de forma comercial. Per fer-ho, va demanar un préstec a l'advocat Johannes Fust, el qual es va assegurar una participació en les futures produccions de llibres. El 1455, Fust va portar Gutenberg als tribunals, ja que no havia pogut complir el que havien acordat. Va ser condemnat a retornar tot el capital amb interessos. A conseqüència d'aquest fet, gran part de les seves premses i tipus mòbils van passar a mans de Peter Schoeffer, antic treballador de Fust i gendre seu. Així doncs, Johannes Gutenberg va poder salvar molt poc de la seva fallida, únicament els tipus que havia emprat per imprimir la Bíblia de 42 línies i 36 línies i el del Catholicon, la qual va imprimir posteriorment, l'any 1460.

## Exemplars conservats

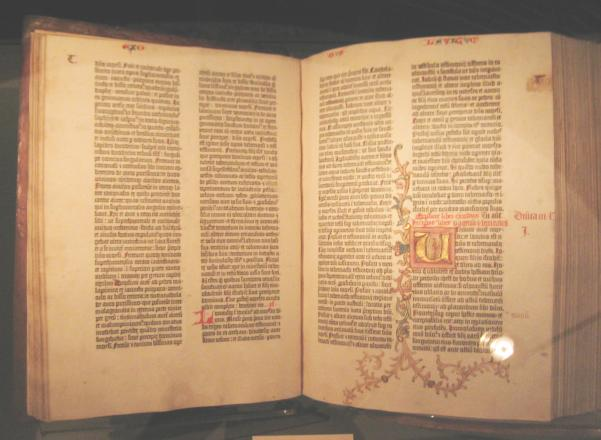
Una altra bíblia de Gutenberg

El 2009 es coneixia l'existència de 47 o 48 bíblies de 42 línies, de les quals només 21, completes. En les altres falten pàgines o fins i tot volums. La xifra de 48 exemplars compta com a diferents els volums a Trier i Indiana, que sembla que són dues peces del mateix exemplar. A més hi ha un important nombre de fragments, alguns compostos per una sola pàgina.
Queden dotze exemplars en pergamí, encara que només quatre estan complets, i un és només el Nou Testament.
Els exemplars enumerats a continuació són els de l'Incunabula short title catalogue, a partir d'un estudi de 1985. En aquella data no es coneixia l'existència dels dos exemplars de Rússia, de manera que no hi estaven catalogats.
Tres volums de la Bíblia de Gutenberg havien estat dipositats a Fort Knox, la fortalesa (base militar construïda en l'estat de Kentucky) en què es guarden les reserves d'or dels Estats Units.
L'únic exemplar complet que va arribar a Espanya i, que encara hi és, ho va fer a Burgos a causa de les relacions comercials amb Magúncia. Luis de Maluenda, tresorer de la catedral i capellà, va deixar en document d'última voluntat el 24 de setembre de 1488, la seva Bíblia. Gràcies a aquest document es pot identificar d'on provenia.
Aquest exemplar, entre d'altres, va passar a mans de l'Estat quan aquest monestir va quedar desamortitzat; els seus fons van ser traslladats a la Biblioteca Pública de l'Estat a Burgos.
| País              | Institució                                                              | Hubay NBR | estat      | material | Notes, Imatges, Escaneigs |
| ----------------- | ----------------------------------------------------------------------- | --------- | ---------- | -------- | --- |
| Àustria (1)       | Österreichische Nationalbibliothek, Viena                               | 27        | Completa   | Paper    | |
| Bèlgica (1)       | Bibliothèque universitaire, Mons                                        | 1         | Incompleta | Paper    | |
| Dinamarca (1)     | Kongelige Bibliotek, Copenhagen                                         | 12        | Incompleta | Paper    | Vol II |
| Espanya (2)       | Biblioteca Universitària i Provincial, Sevilla                          | 32        | Incompleta | Paper    | Només Nou Testament [1] |
| Espanya (2)       | Biblioteca Pública Provincial, Burgos                                   | 31        | Completa   | Paper    | |
| Françaça (4)      | Bibliothèque nationale, París                                           | 15        | Completa   | Pergamí  | |
| Françaça (4)      | Bibliothèque nationale, París                                           | 17        | Incompleta | Paper    | Conté nota de l'enquadernador, datant-se l'agost de 1456                                                                                          |
| Françaça (4)      | Bibliothèque Mazarine, París                                            | 16        | Completa   | Paper    | |
| Françaça (4)      | Bibliothèque Municipale, Saint-Omer                                     | 18        | Incompleta | Paper    | |
| Alemanya (12)     | Gutenberg Museum, Mainz                                                 | 8         | incompleta | paper    | Un volum amb la primera part i l'altre amb les dues, no està quin és quin. = 1 Imatges en línia del segon volum(alemany)                          |
| Alemanya (12)     | Gutenberg Museum, Mainz                                                 | 9         | incompleta | paper    | Un volum amb la primera part i l'altre amb les dues, no està quin és quin. = 1 Imatges en línia del segon volum(alemany)                          |
| Alemanya (12)     | Landesbibliothek, Fulda                                                 | 4         | Incompleta | Pergamí  | Vol I |
| Alemanya (12)     | Universitätsbibliothek, Leipzig                                         | 14        | Incompleta | Pergamí  | |
| Alemanya (12)     | Niedersächsisches Staats-und Universitätsbibliothek, Göttingen          | 2         | Completa   | Pergamí  | Imatges en línia |
| Alemanya (12)     | Staatsbibliothek, Berlin                                                | 3         | Incompleta | Pergamí  | |
| Alemanya (12)     | Bayerische Staatsbibliothek, Munic                                      | 5         | Completa   | Paper    | línia of vol. 1 2(alemany) |
| Alemanya (12)     | Universitätsbibliothek Johann Christian Senckenberg, Frankfurt am Main  | 6         | Completa   | Paper    | |
| Alemanya (12)     | Hofbibliothek, Aschaffenburg                                            | 7         | Incompleta | Paper    | |
| Alemanya (12)     | Württembergische Landesbibliothek, Stuttgart                            | 10        | Incompleta | Paper    | Comprada l'abril de 1978 per 2,2 milions de dòlars.                                                                                               |
| Alemanya (12)     | Stadtbibliothek, Trier                                                  | 11        | Incompleta | Paper    | Vol I?, Possiblement és el complementari del volum Hubay 46, a Indiana                                                                            |
| Alemanya (12)     | Landesbibliothek, Kassel                                                | 12        | Incompleta | Paper    | Vol I |
| Japó (1)          | Keio University Library, Tòquio                                         | 45        | Incompleta | Paper    | Vol I, Comprada l'octubre de 1987 per 4,9 o 5,4 milions de dòlars (les fonts dissenteixen) Imatges en línia Arxivat 2009-07-10 a Wayback Machine. |
| Polònia (1)       | Biblioteka Seminarium Duchownego, Pelpin                                | 28        | Incompleta | Paper    | [ 6 ] |
| Portugal (1)      | Biblioteca Nacional de Portugal, Lisboa                                 | 29        | Completa   | Paper    | |
| Rússia (2)        | National Library of Russia, Sant Petersburg                             | -         | Incompleta | Pergamí  | |
| Rússia (2)        | Biblioteca Universitària i Provincial, Sevilla                          | 32        | Incompleta | Paper    | Només Nou Testament |
| Rússia (2)        | Biblioteca Pública Provincial, Burgos                                   | 31        | Completa   | Paper    | |
| Rússia (2)        | Moscou State University, Moscou                                         | -         | Completa   | Paper    | |
| Suïssa (1)        | Bibliotheca Bodmeriana, Cologny                                         | 30        | Incompleta | Paper    | |
| Regne Unit (8)    | British Library, Londres                                                | ?         | Completa   | Pergamí  | Imatges en línia Arxivat 2016-11-04 a Wayback Machine.                                                                                            |
| Regne Unit (8)    | British Library, Londres                                                | ?         | Completa   | Paper    | Imatges en línia Arxivat 2016-11-04 a Wayback Machine.                                                                                            |
| Regne Unit (8)    | National Library of Scotland, Edimburg                                  | 26        | Completa   | Paper    | Imatges en línia Arxivat 2009-09-12 a Wayback Machine.                                                                                            |
| Regne Unit (8)    | Lambeth Palace Library, Londres                                         | 20        | Incompleta | Pergamí  | Només Nou Testament |
| Regne Unit (8)    | Eton College Library, Eton                                              | 23        | Completa   | Paper    | |
| Regne Unit (8)    | John Rylands Library, Manchester                                        | 25        | Completa   | Paper    | Imatges línia of 11 pages |
| Regne Unit (8)    | Bodleian Library, Oxford                                                | 24        | Completa   | Paper    | |
| Regne Unit (8)    | University Library, Cambridge                                           | 22        | Completa   | Paper    | Imatges línia of vol. 1 Arxivat 2011-10-03 a Wayback Machine. vol. 2 Arxivat 2011-10-03 a Wayback Machine.                                        |
| Estats Units (11) | The Morgan Library & Museum, New York                                   | 37        | Incompleta | Pergamí  | |
| Estats Units (11) | The Morgan Library & Museum, New York                                   | 38        | Completa   | Paper    | |
| Estats Units (11) | The Morgan Library & Museum, New York                                   | 44        | Incompleta | Paper    | Només Antic Testament Imatges en línia |
| Estats Units (11) | Library of Congress, Washington DC                                      | 35        | Completa   | Pergamí  | Imatges en línia |
| Estats Units (11) | New York Public Library                                                 | 42        | Incompleta | Paper    | Lenox copy |
| Estats Units (11) | Widener Library, Harvard University                                     | 40        | Completa   | Paper    | |
| Estats Units (11) | Beinecke Library, Yale University                                       | 41        | Completa   | Paper    | |
| Estats Units (11) | Scheider Library, Universitat de Princeton                              | 43        |            | Paper    | |
| Estats Units (11) | Lilly Library, Indiana University                                       | 46        | Incompleta | Paper    | Possiblement complementari de Hubay 11, a Trier                                                                                                   |
| Estats Units (11) | Henry E. Huntington Library, San Marino, CA                             | 36        | Incompleta | Pergamí  | |
| Estats Units (11) | Harry Ransom Humanities Research Center, Universitat de Texas at Austin | 39        | Completa   | Paper    | Comprada el 1978 per 2,4 milions de dòlars. Imatges en línia Arxivat 2010-06-05 a Wayback Machine.                                                |
| Vaticà (2)        | Bibliotheca Apostolica Vaticana                                         | 33        | Incompleta | Pergamí  | |
| Vaticà (2)        | Bibliotheca Apostolica Vaticana                                         | 34        | Incompleta | Paper    | Vol I |
|                   |                                                                         |           |            |          | |